# وستمستون
وستمستون (به انگلیسی: Westmeston) یک روستا و محله مدنی در بریتانیا است که در Lewes واقع شده‌است. وستمستون ۸٫۵ کیلومتر مربع مساحت و ۳۴۳ نفر جمعیت دارد.